# هکتور مالو
هکتور مالو (به فرانسوی: Hector Malot) (زاده ۲۰ مه ۱۸۳۰ – درگذشته ۱۸ ژوئیه ۱۹۰۷) رمان‌نویس قرن نوزدهم میلادی اهل فرانسه بود. وی در ۲۰ مه ۱۸۳۰ در لا بوی، سن ماریتیم (La Bouille - Seine-Maritime) به دنیا آمد و در ۱۸ ژوئیه ۱۹۰۷ در فونتنی سو بوآ (در آن زمان در منطقه سن بود) درگذشت.
او به دانشکده حقوق رفت و در این حین در مطبوعات فرانسه نیز مشغول به فعالیت نویسندگی شد. فعالیت‌های وی در نوشتن داستان با نگارش پاورقی در روزنامه‌ها آغاز گشت. او بعدتر و پس از پیدا کردن تجربه رو به رمان‌نویسی آورد. معروف‌ترین اثر مالو رمان باخانمان است. این نویسنده فرانسوی در سال ۱۹۰۷ درگذشت.
انیمیشن داستان پرین که در ایران با نام باخانمان شناخته می‌شود، بر اساس رمان باخانمان نوشته هکتور مالو ساخته شده است.

## زندگی‌نامه

### تولد
والدین او، ماری آن ویکتور لو بورژوا و ژان باپتیست مالو، در ۳۰ سپتامبر ۱۸۲۶ با هم ازدواج کردند. فرزند اول آنها، ویکتور، در سنین پایین درگذشت. هکتور در ۲۰ می ۱۸۳۰، در خانه لا بوئیل، در ساحل رود سن به دنیا آمد.
چند ساعت پس از تولد او، یک قایق بادبانی که در مقابل خانه لنگر انداخته بود، ناگهان به طرز خطرناکی به سمت خانه منحرف شد و با کمان خود، پنجره اتاق نوزاد را شکست. وقتی جمعیت دور اتاق جمع شدند، هکتور کوچک را دیدند که آرام خوابیده، انگار که هیچ اتفاقی نیفتاده است. آنها این اتفاق را نشانه‌ای از سرنوشت خاص او دانستند.

### کودکی و نوجوانی

#### از لا بوی تا بوسک-برنارد-کامن
هکتور سال‌های اولیه کودکی خود را در لا بوئیل گذراند. او کشتی‌هایی را که در حال بارگیری یا تخلیه محموله‌هایشان هستند، مشاهده می‌کند، کشتی‌هایی که به مقصدهای دور می‌روند. عبور کشتی، رفت و آمد کالسکه‌ها، مشتریان مسافرخانه‌ها و… را مشاهده می‌کند.
خانواده هکتور در اکتبر ۱۸۳۵ سواحل رود سن را ترک کردند تا در بوسک-برنارد-کامن در بخش اور مستقر شوند. این محیط جدید به هکتور اجازه داد تا کتاب بخواند. او ساعت‌ها در اتاقش بود و کتاب‌ها را از عمق جان می‌خواند. او ترجیح می‌داد درس‌های فرانسه را رها کند و آثار راسین، لوساژ یا حتی مولیر را بخواند.
هکتور از زندگی در حومه شهر خوشحال بود و طبیعت، چرخه فصول و محصولات کشاورزی را مشاهده کرد و به درختان، گل‌ها، حشرات، حیوانات و… علاقه‌مند شد. در وجودش ذوق گیاه‌شناسی ایجاد شد و در تمام عمر او این ذوق ادامه داشت.

#### مدرسه شبانه‌روزی در روآن
در سن ۹ سالگی، با توجه به پیشرفت ضعیفی که هکتور در تحصیل نشان داد، پدرش او را به مدرسه شبانه‌روزی در روآن می‌فرستد. مادرش هر کاری کرد تا این را به تعویق بیندازد و به هکتور فرصت بیشتری برای اثبات خودش بدهند، اما تصمیم پدرش قطعی بود. هکتور در اکتبر ۱۸۳۹ راهی مدرسه شد.
هکتور به مؤسسه هیدرون و لاماردلی در روآن رفت که عمدتاً پسران دهقانان مرفه و سرشناس‌های منطقه در آن حضور داشتند. او در آنجا با ژول لوالوآ، منتقد ادبی آینده، دوست می‌شود.
سه سال بعد، در سال ۱۸۴۲، هکتور به دبیرستان کرنیل در روآن رفت، اما به سختی نمره‌های خوب کسب می‌کرد، زیرا از سیستم مدرسه رنج می‌برد. او احساس می‌کرد نمی‌تواند میل و ذوق خود را برآورده کند. او کلاس تاریخ با معلمی که او را فردی اصیل و آزاده می‌داند، ترجیح می‌داد.

## آثار
- قربانی عشق - (به فرانسوی: Victimes d'Amour); (trilogie)
  - عشاق - (به فرانسوی: Les Amants)؛ (۱۸۵۹)
  - همسران - (به فرانسوی: Les Époux)؛ (۱۸۶۵)
  - بچه‌ها - (به فرانسوی: Les Enfants)؛ (۱۸۶۶)
- عشق‌های جک - (به فرانسوی: Les Amours de Jacques)؛ (۱۸۶۰)
- رومن کالبری - (به فرانسوی: Romain Kalbris)؛ (۱۸۶۹)
- یک برادر زن - (به فرانسوی: Un beau-frère)؛ (۱۸۶۹)
- یک معامله خوب - (به فرانسوی: Une Bonne Affaire)؛ (۱۸۷۰)
- خانم اوبرنن - (به فرانسوی: Mme Obernin)؛ (۱۸۷۰)
- خاطرات یک زخمی - (به فرانسوی: Souvenirs d'un Blessé)؛ (۱۸۷۲)
- کشیشی از شهرستان - (به فرانسوی: Un Curé de Province)؛ (۱۸۷۲)
- یک معجزه - (به فرانسوی: Un Miracle)؛ (۱۸۷۲)
- یک ازدواج در امپراتوری دوم - (به فرانسوی: Un Mariage sous le second empire)؛ (۱۸۷۳)
- خانم دونی زیبا - (به فرانسوی: La Belle Madame Donis)؛ (۱۸۷۳)
- کلوتید مارتوری - (به فرانسوی: Clotilde Martory)؛ (۱۸۷۳) — Texte en ligne
- یک مادر زن - (به فرانسوی: Une belle-mère)؛ (۱۸۷۴)
- ازدواج ژولیت - (به فرانسوی: Le Mariage de Juliette)؛ (۱۸۷۴)
- همسر شارلوت - (به فرانسوی: Le Mari de Charlotte)؛ (۱۸۷۴)
- دختر بازیگر - (به فرانسوی: La Fille de la Comédienne)؛ (۱۸۷۵)
- ارثیهً آرتور - (به فرانسوی: L'Héritage d'Arthur)؛ (۱۸۷۵)
- مهمانخانه دنیا - (به فرانسوی: L'Auberge du Monde)؛ (۱۸۷۵)
- مارکیز لوسیلیر - (به فرانسوی: La marquise de Lucilière)؛ (۱۸۷۵)
- ایدا و کارملیتا - (به فرانسوی: Ida et Carmélita)؛ (۱۸۷۶)
- ترز - (به فرانسوی: Thérèse)؛ (۱۸۷۶)
- نبردهای ازدواج - (به فرانسوی: Les Batailles du Mariage)؛ (۱۸۷۷)
- کارا - (به فرانسوی: Cara)؛ (۱۸۷۸)
- بی خانمان - (به فرانسوی: Sans Famille)؛ (۱۸۷۸)
- دکتر کلود - (به فرانسوی: Le Docteur Claude)؛ (۱۸۷۹)
- بوهمیای پرسروصدا - (به فرانسوی: La Bohême Tapageuse)؛ (۱۸۸۰)
- کوریزاندر - (به فرانسوی: Corysandre)؛ (۱۸۸۰)
- یک زن نقره ای - (به فرانسوی: Une Femme d'Argent)؛ (۱۸۸۱)
- پومپون - (به فرانسوی: Pompon)؛ (۱۸۸۱)
- فریبندگی - (به فرانسوی: Séduction)؛ (۱۸۸۱)
- میلیون‌ها طرد شده - (به فرانسوی: Les Millions Honteux)؛ (۱۸۸۲)
- خواهر کوچک - (به فرانسوی: La Petite Sœur)؛ (۱۸۸۲)
- پولت - (به فرانسوی: Paulette)؛ (۱۸۸۳)
- نیازمندان - (به فرانسوی: Les Besoigneux)؛ (۱۸۸۳)
- ماریشت - (به فرانسوی: Marichette)؛ (۱۸۸۴)
- میشلین - (به فرانسوی: Micheline)؛ (۱۸۸۴)
- خون آبی - (به فرانسوی: Le Sang Bleu)؛ (۱۸۸۵)
- گروهبان بونه - (به فرانسوی: Le Lieutenant Bonnet)؛ (۱۸۸۵)
- باکارا - (به فرانسوی: Baccara)؛ (۱۸۸۶)
- زیت - (به فرانسوی: Zyte)؛ (۱۸۸۶)
- شرارت‌های فرانسوی - (به فرانسوی: Vices Français)؛ (۱۸۸۷)
- گیزلن - (به فرانسوی: Ghislaine)؛ (۱۸۸۷)
- وجدان - (به فرانسوی: Conscience)؛ (۱۸۸۸)
- موندن - (به فرانسوی: Mondaine)؛ (۱۸۸۸)
- عدالت - (به فرانسوی: Justice)؛ (۱۸۸۹)
- ازدواج ثروتمند - (به فرانسوی: Mariage Riche)؛ (۱۸۸۹)
- مادر - (به فرانسوی: Mère)؛
- آنی - (به فرانسوی: Anie)؛ (۱۸۹۱)
- همدستان - (به فرانسوی: Complices)؛ (۱۸۹۲)
- باخانمان یا باخانمان در ایران - (به فرانسوی: En Famille)؛ (۱۸۹۳)
- عشق جوانان، عشق پیران - (به فرانسوی: Amours de jeunes, amours de vieux)؛ (۱۸۹۴)
- یک نام - (به فرانسوی: Un Nom)؛ (۱۸۹۵)
- رمان رمان‌های من - (به فرانسوی: Le Roman de mes Romans)؛ (۱۸۹۶)
- کف - (به فرانسوی: Le Mousse)؛ (۱۸۹۷)

## میراث
سه سریال انیمه بر اساس آثار مالو ساخته شده است:
- رمی، پسر هیچ‌کس (محصول ۱۹۷۷، در ۵۱ قسمت، بر اساس رمان بی‌خانمان)
- داستان پرین (محصول ۱۹۷۸، در ۵۳ قسمت، بر اساس رمان باخانمان)
- رمی، دختر هیچ‌کس (محصول ۱۹۹۶، در ۲۶ قسمت، بر اساس رمان بی‌خانمان که در آن رمی یک دختر هست)

رمان بی‌خانمان در طول سال‌ها چندین بار در فرانسه اقتباس شده که آخرین آن فیلم رمی، پسر هیچ‌کس ساخته آنتوان بلوسیه در سال ۲۰۱۸ بود.